# Polona Frelih (novinarka)
Polonca Frelih, bolj znana kot Polona Frelih, slovenska novinarka in političarka, * 13. maj 1974, Šempeter pri Gorici.
Je nekdanja dopisnica Dela iz Ruske federacije, znana po poročanju iz vojnih žarišč (rusko-gruzijska vojna, vojna v Donbasu) in polemike v zvezi s fotografijo Edwarda Snowdna na letališču Šeremetjevo v Moskvi. 
Na evropskih volitvah 2024 je kandidirala na listi stranke Resni.ca, ki se ji ni uspelo prebiti v evropski parlament.

## Biografija
Obiskovala je Gimnazijo Poljane. Leta 1992 se je vpisala na Fakulteto za družbene vede Univerze v Ljubljani in nekaj let pozneje odpotovala na študijsko izmenjavo v Chicago, kjer je na Univerzi Roosevelt študirala televizijsko novinarstvo. Njen študij je sponzoriral Institut za odprto družbo (Open Society Institute). Po vrnitvi v Slovenijo je v okviru istega zavoda sodelovala pri organizaciji slovenskega debatnega programa Za in proti. Diplomirala je leta 2001 z nalogo Kultura dialoga televizijskih soočenj kot novih forumov javne sfere.

## Novinarska kariera
Med leti 1997 in 2007 je Frelihova delala v zunanjepolitični redakciji RTV Slovenija. V tem času je opravila pripravništvo na sedežu CNN, v Atlanti. Po vrnitvi v Slovenijo je bila nekaj časa sodelavka projekta CNN World Report.
Leta 2007 je postala dopisnica Dela v Moskvi, kjer je ostala do leta 2013. Njeno delo so zazanamovali zlasti intervjuji vidnih članov ruske opozicije, vključno z Garijem Kasparovom, Borisom Nemcovom, Ljudmilo Aleksejevo in Eduardom Limonovim ter pokrivanje družbeno političnih tem, ki v Rusiji veljajo za kontroverzne.
Med rusko-gruzijsko vojno avgusta 2008 se je Frelihova nahajala v Gruziji in je med vojno tam tudi ostala. V intervjuju za Insajder je trdila, da je v Gruzijo prišla tik pred spopadom in je bila tam po naključju.
Julija 2013 se je udeležila zaprtega srečanja med Edwardom Snowdnom in predstavniki mednarodnih humanitarnih organizacij ter pravniki, ki je potekalo v varovanem tranzitnem območju moskovskega mednarodnega letališča Šeremetjevo.
Na srečanje prišla kot sodelavka človekoljubne organizacije Amnesty International in je Snowdna fotografirala, čeprav je ta izrecno zahteval, naj se tega ne počne. Frelihova je svoje dejanje upravičevala z besedami, da je delala v javnem interesu, saj »noben drug novinar takrat ni mogel potrditi, da je Snowden res v tranzitni coni letališča Šeremetjevo«.
Po vrnitvi v domovino je bila še nekaj časa zaposlena pri Delu, od koder naj bi kasneje odšla zaradi nestrinjanja z uredniško politiko.. Leta 2015 je objavila obsežen intervju s tedanjim ruskim premierjem Dmitrijem Medvedjevom, ki ga je posnela med njegovim obiskom v Sloveniji. Objavila je tudi intervjuje z več visokimi predstavniki Skupnosti neodvisnih držav, med drugim z zunanjima ministroma Belorusije in Armenije. 
Leta 2016 je vodila slovensko izdajo ruskega tujejezičnega portala Russia Beyond. Po kasnejših navedbah je za financiranje slovenske izdaje portala v Moskvi na lastno iniciativo pridobila sredstva od ruskega državno financiranega medija Rossiskaja gazeta. Portal naj bi zapustila zaradi nestrinjanja s spremembo uredniške politike, po katerem so na portalu prenehali pisati o politiki.
Svoje reportaže občasno objavlja tudi v poljudnoznanstveni reviji GEA.

## Obtožbe o pristranskosti
Leta 2014 je Frelih napisala vrsto prispevkov o vojni v Donbasu, leta 2015 pa je v organizaciji ruske-nemške NVO Evropa Objektiv iz Rusije vstopila v del Donecke oblasti pod nadzorom proruskih seperatistov, kjer je intervjuvala številne borce, civiliste in predstavnike organizacij za človekove pravice ter samooklicanega ministra za zunanje zadeve Aleksandra Kofmana.
Aprila 2015 je v Delu objavila članek »Spletne čistke« s podnaslovom »V Ukrajino so se vrnile stalinistične represije s pomočjo interneta«, kjer je trdila, da se »Ukrajinci v Sloveniji bojijo svojih radikalnih kolegov« zaradi »stalinističnih represij« ter da naj bi jo društvo Ukrajincev v Sloveniji Razom skušalo cenzurirati. Društvo jo je obtožilo kršitve novinarskega kodeksa. V odgovoru na pritožbo je Frelih trdila, da je Razom »radikalna skupina«, ki širi »ukrajinsko propagando«. Novinarsko častno razsodišče je odločilo, da ne gre za kršitve kodeksa.
V Sloveniji so jo že v času dopisništva iz Rusije obtožili pristranskosti in proruskega pogleda, sama pa je trdila, da je proukrajinski pogled na vojno »preveč zastopan v zahodnih medijih«. Kmalu zatem je bila dodana na kontroverzni spletni seznam Mirotvorec, kjer so jo označili za »sovražnico Ukrajine« zaradi njenega delovanja v samorazglašeni Doneški ljudski republiki. Slovenski predsednik Borut Pahor je med pogovorom z ukrajinskim predsednikom Petrom Porošenkom izrazil zaskrbljenost glede njene varnosti.
Revija Reporter jo je maja 2023 po izjavah v oddaji Faktor uvrstila med ljudi, ki v Sloveniji širijo rusko propagando. Ta zapis in mnenje Branka Sobana, da nekateri Slovenci ruskim obveščevalnim službam prodajajo informacije je Frelih na družbenem omrežju X označila za »lažne insinuacije«, delovanje avtorjev pa primerjala s »poklicno deformacijo prostitutk« oz. jih označila kot »impotentne novinarje«. Dopisnica RTV iz Moskve je glede Frelihove izjavila, da je »z njo v Slovenijo prišla ruska propaganda«.

## Politika
Marca 2024 jo je stranka Resni.ca predlagala za nosilko svoje liste na evropskih volitvah 2024. Po mnenju stranke bi Polona Frelih kot »odlična strokovnjakinja za geopolitiko v Evropski parlament prinesla globoko razumevanje mednarodnih razmer in konfliktov, kar bi izboljšalo odločanje in strategijo Slovenije na evropski ravni«.  Kasneje je bil za nosilca liste izbran Zoran Stevanović, sama pa je bila uvrščena na drugo mesto na listi.
Frelihova je pozivala k veliki udeležbi na evropskih volitvah 2024, saj trdi, da bi to lahko bile »zadnje volitve na katerih bodo Evropejci še o čem odločali«.
Ob kandidaturi je bila Frelihova v medijih opisana kot podpornica ruske invazije na Ukrajino in Rusije. V oddaji Faktor na TV3 je aprila 2024 navedbe medijev o podpori invazije zanikala in označila za »popolno laž, [...] saj od leta 2016 ni napisala niti enega novinarskega prispevka na temo Ukrajine« ter da je v intervjuju v oddaji Faktor leto pred tem »striktno pozivala k miru«. Takrat je Volodimirja Zelenskega označila za »komedijanta, ki bi moral igrati v hollywoodskih filmih«, Vladimirja Putina pa označila za najboljšo rešitev za Rusijo, njegovo delovanje v Rusko-ukrajinski vojni opisala kot »z veliko mero zadržanosti« in njegovo drugo invazijo na Ukrajino označila za »past« v katero se naj bi »ujel po osmih letih«. Frelihova trdi, da so navedbe medijev o njeni podpori ruske vojne in Rusiji poskus »umora osebnosti«, ki je »delo tujih tajnih služb«. Frelihova tudi trdi, da naj bi bila od 2016 pod drobnogledom agentov SOVE, ki naj bi »iskala dokaze, da je na kaki plačilni listi«, vendar jih do zdaj po njenih trditvah še niso našli. Poudarja, da se Rusko-ukrajinska vojna ni začela leta 2022 z rusko invazijo na Ukrajino, temveč leta 2014 z vojno v Donbasu.
Na predvolilnem soočenju na Radiu Slovenija je Polona Frelih razpravljala tudi o migrantski problematiki v EU. Opozorila je, da migracije še nikoli niso bile tako množične, organizirane in finančno podprte s strani »različnih nevladnih organizacij«. Meni, da v Evropi multikulturalizem ni uspel in opozorila, da je to vprašanje le ena od velikih težav Evrope. Frelih je izrazila stališče, da je zato treba poostriti nadzor na zunanjih mejah EU-ja. Glede razvoja Slovenske vojske je ob tem dejala, da delno podpira naborništvo: »Naši fantje bi se morali malo preizkusiti v fantovskih veščinah, ne samo uživati in se zabavati.«
V intervjuju za Insajder maja 2024 je izrazila podporo priznanju Palestini, a obenem izrazila dvom, da bo to ustavilo izraelske napade na civiliste. V intervjuju je med drugim ponavljala tudi trditve, ki jih različni viri označujejo kot značilne ruske dezinformacije: zanikanje ruskega pokola v Buči, zanikanje prisotnosti ruske vojske v Donbasu med vojno v Donbasu, trditve, da je Ukrajina »ameriška kolonija«, »osem let obstreljevanja Donbasa« in zanikanje ruskega imperializma. Svoja stališča glede Ukrajine je opisala kot zelo podobna stališčem Violete Tomić, rusko invazijo pa le kot ščitenje ruskih nacionalnih interesov, kar je po njeno »edino prav«.
Na volitvah 9. junija stranki ni uspel preboj v Evropski parlament, Frelihova pa je dobila 1.764 preferenčnih glasov volivcev.
Po volitvah je Frelihova sodelovala v pogovoru za proruski propagandni medij, kjer je trdila, da je Slovenija »vazalna država« in »kolonija«, ki jo je leta 1991 ustanovila CIA, za katero tudi trdi, da ima v lasti vse medije v državi. Kot razlog za vstop v politiko je navedla željo, da predstavi kar je po njenem mnenju »resnica« o rusko-ukrajinski vojni. Vse stranke, ki so se uvrstile v Evropski parlament, je zaradi podpore obrambi pred Rusijo označila za »vojne hujskače«, svojo stranko, ki močno nasprotuje vsaki pomoči Ukrajini pa za »mirovniško«. Trdila je tudi, da Vladimir Putin »nikoli ne grozi« in »vedno samo ponuja mir«, njegova stališča pa so po njenem mnenju »zelo uravnovešena«.

## Nagrade
Za članek o beloruski mladini, ki nasprotuje predsedniku Aleksandru Lukašenku je leta 2012 prejela nagrado beloruske opozicijske organizacije Belorusija v fokusu.